# The Red
The Red es el primer álbum de estudio del grupo femenino surcoreano Red Velvet, lanzado por S.M. Entertainment el 9 de septiembre de 2015. El disco contiene diez canciones, con «Dumb Dumb» como sencillo principal.
El concepto del álbum se centra únicamente en la imagen «Red» del grupo, derivada del nombre y concepto del grupo, donde «Red» muestra su imagen vívida y osada.

## Antecedentes y lanzamiento
S.M. Entertainment anunció que Red Velvet estaría regresando con su primer álbum de estudio a principios de septiembre. El 3 de septiembre, una serie de imágenes teasers fueron reveladas en la cuenta oficial de Instagram, junto con la lista de las diez canciones del álbum. El 4 de septiembre, la empresa anunció que el álbum  sería lanzado a medianoche (KST) del 9 de septiembre, con «Dumb Dumb» como sencillo.
Siguiendo el concepto del grupo de promover con las imágenes «Red» y «Velvet», The Red se concentra en «Red» con su imagen vívida y fuerte. Al hablar sobre el álbum en una conferencia de prensa el 8 de septiembre, las integrantes y la empresa insinuaron que el álbum The Velvet será un seguimiento de The Red, aunque un representante de S.M. Entertainment explicó que nada había sido programado todavía. Sin embargo, esto no significaba que S.M. Entertainment no tuviera algo en mente para el futuro al decir que «nada estaba programado aún». Además, Wendy confirmó más tarde en una entrevista que el álbum que se lanzaría próximamente sería la continuación de The Red.
El sencillo «Dumb Dumb» es una canción de uptempo de dance pop y un groove. Las letras describen sobre las sensaciones de una chica que no es capaz de ayudar, pero que actúa de forma torpe cuando está cerca de la persona que le gusta. El videoclip de «Dumb Dumb» fue lanzado el 8 de septiembre, mientras que el álbum fue lanzado el 9 de septiembre.

## Promoción
El grupo realizó un escaparate donde interpretó «Dumb Dumb». También Red Velvet apareció en una transmisión en vivo de cinco episodios a través de la aplicación V de Naver llamada 오방 만족! (Satisfying five senses!) Red vs Velvet, donde se discutió sobre los diversos conceptos de su nuevo álbum. El primer episodio fue transmitido el 7 de septiembre. El segundo episodio fue transmitido el 8 de septiembre, con Key de SHINee como MC.
El grupo hizo su regreso a los escenarios en M! Countdown el 10 de septiembre, seguido por Music Bank, Show! Music Core e Inkigayo. Además de «Dumb Dumb», también interpretaron «Huff n Puff» en los programas.

## Composición
«Dumb Dumb» se describe como una canción de dance pop de uptempo con un poco de groove. Está compuesta por los productores británicos LDN Noise, que ya ha escrito canciones para otros artistas de S.M. Entertainment, como SHINee y TVXQ. Las letras describen la extrañeza de una chica ante el objeto de su afecto, comparándose con un maniquí. «Huff n Puff» es descrita como una canción de dance pop que canta sobre el despertar de un sueño y volver a la realidad, como Alicia cayendo en el agujero del conejo. «Campfire» se describe como una canción pop de R&B que comienza con el sonido de una guitarra.
La letra de «Red Dress» cuenta una historia en la que una chica se viste con un vestido rojo y tienta a un hombre, haciendo que actúe como un niño, mientras que la canción «Oh Boy» es de soul y R&B pop. La canción muestra la capacidad del canto de las integrantes. «Lady's Room» es una canción de pop basada en R&B sobre la hermandad entre chicas y los momentos felices que comparten. El álbum también presenta a «Time Slip», que es una canción de R&B basada en el hip hop con letras que describen la pereza y la apatía que se siente al ir y venir entre el sueño y la realidad en la mañana,e «Don't U Wait No More», que gira en torno a una chica que intenta acercarse a su novio vacilante, «Day 1» que describe la sensación de nuevo amor combinando con el bajom, el piano y la voz de las integrantes, y «Cool World» que es una canción synth-pop con letras esperanzadoras que le dicen al oyente que amen su singularidad y peculiaridades. Las diez canciones representan el lado «rojo» brillante y audaz del grupo.

## Vídeo musical
En una fábrica de muñecas, donde están siendo «fabricadas», las chicas se visten con varias ropas brillantes bailando una coreografía única simulando el baile de un maniquí que hacen alusión a la letra de la canción en la que una chica se convierte en extraña frente la persona que le gusta.

## Recepción
The Red ocupó el primer lugar de la lista de álbumes mundiales de Billboard, la posición más alta hasta la fecha, y alcanzó el número veinticuatro en Top Heatseekers. «Dumb Dumb» también alcanzó el tercer puesto en la lista de Billboard, World Digital Songs, convirtiéndose en la canción de K-pop más vendida en Estados Unidos de la semana. El álbum debutó en la primera posición de Gaon Album Chart de Corea del Sur, con «Dumb Dumb» en el número dos en Gaon Digital Chart. Las otras nueve canciones del álbum también estuvieron dentro de esa lista.
El vídeo musical de «Dumb Dumb» debutó en el primer puesto de la lista V-Chart Korea de YinYueTai. También es el vídeo de K-pop más visto en los Estados Unidos y en todo el mundo durante el mes de septiembre. Dazed Digital nombró a «Dumb Dumb» como su mejor canción de K-pop de 2015. En diciembre, «Dumb Dumb» fue incluido en la lista de los «10 mejores vídeos musicales» de Rolling Stone.
Jeff Benjamin de Billboard, llamó a The Red como «un álbum debut impresionante y sólido» y afirmó que «indica grandes actos como para seguir los pasos de sus compañeras de agencia Girls' Generation y f(x)». Billboard también lo incluyó en sus «10 mejores álbumes K-pop de 2015» y lo llamó uno de los «LP pop más divertidos y experimentales del año».
Billboard puso a «Dumb Dumb» en el puesto 70 en su lista de las «100 mejores canciones de un grupo femenino de todos los tiempos».

## Lista de canciones
| The Red |                        |                                         |                                                                                              |          |  |
| N.º     | Título                 | Letras                                  | Música                                                                                       | Duración |  |
| 1.      | «Dumb Dumb»            | Seo Ji-eum (Jam Factory), Kim Dong-hyun | LDN Noise, Deanna Dellacioppa, Taylor Parks, Ryan S. Jhun                                    | 3:22     |  |
| 2.      | «Huff n Puff»          | Kenzie                                  | Alex G, Anne Preven, Will Gray, Jaden Michaels                                               | 3:01     |  |
| 3.      | «Campfire»             | Jo Yun-kyeong                           | LDN Noise, Taylor Parks, Denzil "DR" Remedios, Ryan S. Jhun                                  | 3:16     |  |
| 4.      | «Red Dress»            | Jo Yun-kyeong                           | Nermin Harambasic, Jin Suk Choi, Charite Viken, LDN Noise, Rodnae "Chikk" Bell, Ryan S. Jhun | 3:02     |  |
| 5.      | «Oh Boy»               | Goo Tae-woo                             | Herbie Crichlow, Lauren Dyson, Jin Suk Choi, LDN Noise                                       | 3:08     |  |
| 6.      | «Lady's Room»          | Kenzie                                  | Kenzie, Daniel "Obi" Klein, Oliver McEwan, Ylva Dimberg                                      | 3:15     |  |
| 7.      | «Time Slip»            | Moon Du-ri                              | Daniel "Obi" Klein, Johannes "Josh" Jorgensen, Charli Taft, Jinbo                            | 3:39     |  |
| 8.      | «Don't U Wait No More» | 100%Seo-jeong (Jam Factory)             | Dwayne Abernathy Jr., (Dem Jointz) Taylor Parks, Ryan S. Jhun                                | 2:51     |  |
| 9.      | «Day 1»                | Hwang-hyun (MonoTree)                   | Hwang-hyun (MonoTree)                                                                        | 3:26     |  |
| 10.     | «Cool World»           | Im Seo-hyun                             | Daniel "Obi" Klein, Marcus Winther-John, Andy Love                                           | 4:05     |  |
| 33:05   |                        |                                         |                                                                                              |          |  |

## Posicionamento en listas
| Lista (2015)                        | Mejor posición |
| ----------------------------------- | -------------- |
| Japón (Oricon)                      | 47             |
| Corea del Sur (Gaon)                | 1              |
| Estados Unidos (Heatseekers Albums) | 24             |
| Estados Unidos (World Albums)       | 1              |

| Lista (2015)         | Mejor posición |
| -------------------- | -------------- |
| Corea del Sur (Gaon) | 3              |

| Lista (2015)         | Mejor posición |
| -------------------- | -------------- |
| Corea del Sur (Gaon) | 53             |

## Historial de lanzamiento
| País          | Fecha                   | Formato              | Discográfica                 |
| ------------- | ----------------------- | -------------------- | ---------------------------- |
| Mundo         | 9 de septiembre de 2015 | Descarga digital     | S.M. Entertainment           |
| Corea del Sur | 9 de septiembre de 2015 | CD, descarga digital | S.M. Entertainment, KT Music |